# 胎盤
胎盤（學名：placenta），又稱「胞衣」，是一種只有在雌性哺乳類動物懷孕時或是每一隻哺乳類動物還是胎兒時才有的暫時器官，位於子宮內側的表面。
胎盤由兩部分組成。一部分和胚胎在生物學與基因上都相連，另一部分是母體的一部分。
胎盤內層是羊膜囊，羊膜囊包含羊水。胎盤植入於子宮壁，並且從母體的血液獲取營養與氧氣，排出廢物。這個介面也是一個障壁，攔下某些可能會傷害胚胎的物質。但是很多物質是胎盤無法攔截的，像是酒精以及一些抽煙產生的物質。幾種病毒也可以穿過胎盤，如德國麻疹。
胎盤還有新陳代謝跟內分泌活動。胎盤會分泌黃體激素，對維持懷孕很重要。也會分泌乳促素，增加母體的血糖與血脂，使得胎兒的營養攝取增加。
胎盤由以血管與結締組織構成的臍帶與胚胎相連。
食胎盘行为在哺乳动物中普遍存在，但在人类社会中并不常见。中國古代醫學認為胎盤具有藥效可補身養顏。其製成的“中藥材”的胎盤稱為紫河車。
然而，胎盘的营养价值至今未有定论，服用胎盘也存在道德伦理的争议性。胎盘在法律上属于"医疗垃圾"，绝少人会留下或吃掉。

## 外部連結
- Additional Human placenta photography
- The Placenta （页面存档备份，存于）, gynob.com, with quotes from Williams Obstetrics, 18th Edition, F. Gary Cunningham, M.D., Paul C. MacDonald, M.D., Norman F. Grant, M.D., Appleton & Lange, Publishers.

Template:Extraembryonic and fetal membranes
Template:Development of circulatory system
1. ↑  2019年2月21日，日本女星野村佑香产女后自爆一家人齐吃下自己的胎盘，引来网民惹议，在争议声下文章己删除。